# Felix Markham
Felix Maurice Hippisley Markham (* 1908 in Brighton; † 1992) war ein britischer Historiker, bekannt für seine Biografie von Napoleon Bonaparte.

## Leben
Markham studierte an der Universität Oxford und lehrte dort 40 Jahre lang. Er war 1931 bis 1973 Fellow und History Tutor am Hertford College in Oxford.

## Schriften
- Napoleon, New American Library 1963, Neuausgabe herausgegeben von Steve Englund, Signet Classics 2010
- Napoleon and the Awakening of Europe, English Universities Press 1954, Collier Books 1965
- The Bonapartes, New York, Taplinger Publ 1975
- Herausgeber: Henri Comte de Saint-Simon, 1760–1825: Selected Writings, Blackwell 1952
- The Napoleonic Adventure, in The New Cambridge Modern History, Band 9, 1965
- Oxford, London 1975, Vorwort C. M. Bowra